# Anna Karenina (1948)
Anna Karenina ist eine britische Verfilmung des gleichnamigen Tolstoi-Romans aus dem Jahr 1948. Unter der Regie von Julien Duvivier ist Vivien Leigh in der Titelrolle zu sehen.

## Handlung
Anna Karenina reist mit dem Zug von St. Petersburg nach Moskau, um ihren Bruder Stefan Oblonski zu besuchen. Sie teilt ihr Abteil mit Gräfin Wronskaja, die von ihrem Sohn am Bahnhof abgeholt wird. Als Wronski Anna zum ersten Mal sieht, ist er sofort von ihr fasziniert. Noch ehe Anna mit ihrem Bruder den Bahnhof verlässt, gerät ein Rangierer zum Entsetzen aller unter einen fahrenden Zug. Anna begrüßt daraufhin ihre Schwägerin Dolly, die sich von Stefan wegen Ehebruchs scheiden lassen will. Anna redet ihr gut zu und bringt sie letztlich von ihren Scheidungsplänen wieder ab.
Auf einem Ball sehen sich Anna und Wronski schließlich wieder. Wronski, der eigentlich Dollys jüngerer Schwester Kitty den ersten Tanz versprochen hat, tanzt den ganzen Abend nur mit Anna. Enttäuscht verlässt Kitty vorzeitig den Ball. Im Wissen, Kitty den Ball verdorben zu haben, will Anna schnellstmöglich wieder nach St. Petersburg zurückreisen. Am Bahnhof begegnet sie Wronski, der sie begleiten will. Als sie gemeinsam in St. Petersburg eintreffen, wartet Annas Mann Karenin auf sie. Da Karenin als hoher Staatsbeamter am Abend noch dringende Geschäfte zu erledigen hat, geht Anna ohne ihn in die Oper. Auf der darauffolgenden Gesellschaft erzählt Anna ihren Bekannten, dass sie immer öfter von einem Albtraum mit einem alten bärtigen Mann heimgesucht werde. Sie empfinde den Traum als Vorahnung ihres Todes. Daraufhin findet eine Séance statt. Anna holt sich derweil eine Tasse Kaffee und ist plötzlich mit Wronski allein in einem Zimmer. Sie bittet ihn inständig, ihr nicht mehr nachzustellen und ihr so ihren inneren Frieden wiederzugeben. Wronski will sich von ihr jedoch nicht entmutigen lassen, und sie sieht schließlich ein, dass sie sich seinem Werben nicht länger erwehren kann.
Als sie spät nach Hause zurückkehrt, findet sie Karenin wütend vor. Er habe sie von der Gesellschaft abholen wollen und daher ihr indiskretes Verhalten gegenüber Wronski mitbekommen. Bei einem Pferderennen treffen sich Anna und Wronski erneut. Ihre Affäre hat sich inzwischen weithin herumgesprochen. Wronski, der am Rennen teilnimmt, stürzt kurz vor seinem Sieg vom Pferd. Anna zeigt sich sehr besorgt und droht dadurch, ihren Gatten öffentlich zu demütigen. Auf der Heimfahrt in einer Kutsche bringt es Anna gegenüber Karenin offen zur Sprache, dass sie ihn hasse und in Wronski verliebt sei. Karenin will daraufhin die Scheidung einreichen. Anna fürchtet nun, dass Karenin ihr den gemeinsamen Sohn Sergei wegnehmen wird.
Während Karenin verreist ist, bringt Anna Wronskis Kind zur Welt, das gleich nach der Geburt stirbt. Auch Anna droht zu sterben. In einem Fiebertraum sieht sie erneut den alten bärtigen Mann. Als Karenin zurückkehrt und seine Frau schwach und reumütig in ihrem Bett vorfindet, will er sich nicht mehr von ihr scheiden lassen. Wronski, der ebenfalls zu ihr geeilt ist und im Hintergrund Annas Bitten um Vergebung hören konnte, geht schließlich nach Hause und greift zu seiner Pistole. Am nächsten Tag wird die Nachricht verkündet, dass Wronski sich beim Reinigen seiner Pistole schwer verletzt habe. Als Kitty Konstantin Lewin heiratet, gibt Anna vor, noch zu geschwächt zu sein, um an der Zeremonie teilzunehmen, trifft sich währenddessen aber mit Wronski, um mit ihm gemeinsam nach Venedig zu reisen, wo sie drei glückliche Monate fern vom Klatsch der russischen Gesellschaft verbringen. Anna vermisst jedoch ihren Sohn und will daher nach St. Petersburg zurück. 
Karenin steigt derweil in der Politik auf. Annas Rückkehr droht nun, seine Karriere zu gefährden. Anna will jedoch unbedingt ihren Sohn wiedersehen, dem Karenin erzählt hat, dass seine Mutter tot sei. Mit Hilfe des Dienstmädchens Marietta gelingt es Anna eines Morgens, sich in Sergeis Zimmer zu schleichen. Sie ist glücklich, ihren Sohn endlich wiederzusehen. Karenin erscheint und will, dass sie wieder geht. Bevor sie das Haus verlässt, bittet Anna ihn vergeblich, endlich in die Scheidung einzuwilligen. Als Anna allein in die Oper geht und sie die feindseligen Blicke der feinen Gesellschaft nicht mehr erträgt, verlässt sie ihre Loge und fährt anschließend mit Wronski nach Moskau. Dort geraten sie in Streit. Anna glaubt, Wronskis Liebe verblasse und dass er sie für eine andere verlassen werde. Als sie nach einem Besuch bei Dolly in ihre Unterkunft zurückkehrt, findet Anna eine Nachricht Wronskis. Er fahre nach St. Petersburg zurück, werde aber in zwei Tagen wieder zurück sein. Anna ist nun überzeugt, dass Wronski nicht länger an ihr interessiert ist, und bereut es, ihren Sohn für Wronski aufgegeben zu haben. Am Bahnhof, wo sie Wronski kennengelernt hat, begegnet ihr ein alter Rangierer mit einem weißen Bart. Als sie einen Mann neben einem Zug stehen sieht, glaubt sie, Wronski wiederzusehen. Ihres Irrtums bewusst, läuft sie auf ein Gleis und lässt sich von einem fahrenden Zug überrollen.

## Hintergrund
Leo Tolstois Anna Karenina war zuvor bereits mehrfach verfilmt worden, unter anderem 1935 mit Greta Garbo. Produzent Alexander Korda konnte für seine Version Vivien Leigh als Hauptdarstellerin gewinnen. Die Besetzung Wronskis gestaltete sich schwierig. Leighs Ehemann Laurence Olivier drehte seinerzeit Hamlet (1948) und kam daher als Wronski nicht in Frage. Korda entschied sich schließlich für den damals 24-jährigen irischen Schauspieler Kieron Moore, der bei Kordas Produktionsfirma London Films unter Vertrag stand. Als Regisseur wurde Julien Duvivier verpflichtet. Ursprünglich wollte Duvivier eine Adaption drehen, die im modernen Frankreich spielt und Annas Selbstmord als ihren einzigen Ausweg glorifiziert. Der französische Dramatiker Jean Anouilh hatte mit Duvivier bereits ein entsprechendes Drehbuch geschrieben. Korda war an einer solchen Version jedoch nicht interessiert. Er engagierte schließlich Guy Morgan, der das Drehbuch wieder der Vorlage Tolstois annäherte. Die Dreharbeiten fanden von Mai bis August 1947 in den London Film Studios in Shepperton statt. Einige Außenaufnahmen entstanden in Venedig. 
Die Literaturverfilmung wurde am 22. Januar 1948 im Leicester Square Theatre in London uraufgeführt. Trotz der Besetzung mit Leigh, üppigen Filmbauten des russischstämmigen Andrej Andrejew und aufwändigen Kostümen von Cecil Beaton erwies sich die Verfilmung als Flop. Am 23. Dezember 1949 kam Anna Karenina in gekürzter Fassung auch in die deutschen Kinos. Am 25. August 1964 wurde der Film von der ARD erstmals im deutschen Fernsehen gezeigt. 2005 erschien er auf DVD.

## Kritiken
Die zeitgenössische Kritik fiel größtenteils negativ aus. Die Fülle an Kostümen und Dekorationen habe das Spiel der Darsteller erdrückt. Auch sei Anna als „das kalte, naseweise Opfer des traditionellen Film-Dreieck-Verhältnisses“ einseitig dargestellt worden. Vergleiche mit Greta Garbo, die als Idealbesetzung der Anna Karenina in der Adaption von 1935 galt, wurden immer wieder angestellt, weshalb es Vivien Leigh „nicht leicht“ gehabt habe. Es gab jedoch auch Stimmen, für die Leigh ebenso „eindrucksvoll“ wie die Garbo war. Vor allem Kieron Moores Besetzung als Wronski wurde kritisiert. Er sei zu plump, weshalb nicht nachvollziehbar sei, was Anna Karenina an ihm finde.
Rückblickend wurden ähnliche Schlüsse seitens der Kritik gezogen: „Eine weitschweifige, durch Fehlbesetzungen belastete Verfilmung des Tolstoi-Romans, die der literarischen Vorlage kaum gerecht wird“, befand das Lexikon des internationalen Films. Auch Cinema war von Duviviers Adaption nicht angetan und bezeichnete sie als „[s]chwülstige Tolstoi-Verfilmung“. Der Evangelische Filmbeobachter hingegen konnte dem Film trotz seiner Schwächen durchaus einige positive Aspekte abgewinnen: „Der Roman Tolstois in einer mit viel Aufwand und Sorgfalt gestalteten Verfilmung, die zu sehr im Vordergründigen haftet, aber Gelegenheit zu einigen ausgezeichneten schauspielerischen Leistungen bietet.“

## Deutsche Fassung
Die deutsche Synchronfassung entstand 1949 in Berlin. Der Film, der eigentlich eine Laufzeit von 139 Minuten hat, wurde dabei um 34 Minuten gekürzt.
| Rolle                   | Darsteller       | Synchronsprecher |
| ----------------------- | ---------------- | ---------------- |
| Anna Karenina           | Vivien Leigh     | Ruth Hellberg    |
| Alexej Karenin          | Ralph Richardson | Werner Hinz      |
| Graf Wronski            | Kieron Moore     | Axel Monjé       |
| Dolly Oblonskaya        | Mary Kerridge    | Gudrun Genest    |
| Kitty Schtscherbatski   | Sally Ann Howes  | Antje Weisgerber |
| Fürstin Betsy Twerskaja | Martita Hunt     | Margarete Schön  |
| Enrico                  | Gino Cervi       | Bruno Fritz      |